# NGC 5247
NGC 5247 là một  Thiên hà xoắn ốc trung gian  mặt đối diện nằm cách xa khoảng 60  triệu năm ánh sáng trong chòm sao Xử Nữ. Nó rất có thể thuộc về Siêu đám Xử Nữ; siêu sao tương tự tổ chức dải ngân hà. Đây là một thiên hà xoắn ốc thiết kế lớn hiển thị không có dấu hiệu biến dạng gây ra bởi sự tương tác với các thiên hà khác.. Nó có hai nhánh xoắn ốc chia đôi sau khi quấn nửa vòng quanh nhân. Đĩa được ước tính là 4,9 ± 2,0 kly (1,5 ± 0,6 kpc) về độ dày và nó nghiêng khoảng 28 ° so với đường ngắm.